# Колесов, Николай Дмитриевич
Николай Дмитриевич Колесов (11 декабря 1925, хутор Речка, Сталинградская губерния — 17 апреля 2012, Санкт-Петербург) — доктор экономических наук, профессор, участник Великой Отечественной войны.

## Биография
В 1943 г. окончил школу и добровольцем ушёл на фронт. В составе 4-го Украинского фронта автоматчиком, сапером и разведчиком стрелковой дивизии участвовал в освобождении Украины; был дважды ранен. В январе 1944 г. после тяжёлого ранения в разведке на Перекопе потерял ногу, был демобилизован.
С августа 1944 г. работал пчеловодом в родном колхозе.
В 1945—1950 гг. учился на отделении политической экономии экономического факультета Ленинградского университета, в 1950—1953 гг. — в аспирантуре.
С 1953 г. — преподаватель, затем доцент (1955—1963), заведующий кафедрой (1963—1995), профессор (1995—2010) кафедры политической экономии (с 1991 г. — кафедры экономической теории и экономической политики) Ленинградского (Санкт-Петербургского) университета. В 1964 г. защитил диссертацию на соискание учёной степени доктора экономических наук, в 1965 г. присвоено учёное звание профессора.
В 1975—1990 гг. — председатель Головного совета Министерства высшего и среднего специального образования РСФСР по политической экономии.
Избирался секретарём парткома Ленинградского университета (1963—1965), членом пленума Василеостровского РК КПСС, депутатом райсовета. В течение ряда лет возглавлял Совет ветеранов войны и труда университета.
Похоронен на Волковском православном кладбище.

### Семья
Два сына, дочь, два внука, две внучки, правнук.

## Научная деятельность
Основная тема научных исследований — общественная социалистическая собственность на средства производства. Большое внимание уделял методологическим проблемам политической экономии, в частности, вопросу о предмете и метода политической экономии, сущности и характеру действия экономических законов, проблеме экономических противоречий и т. д.
Работа научной школы, созданной Н. Д. Колесовым (среди его учеников — (В. Ф. Щербина, М. П. Рачков, В. М. Цветаев, А. А. Московцев, В. Н. Афанасьев и др.) получила высокую оценку научной общественности страны. Под его непосредственным руководством подготовлено и защищено более 70 докторских и около 200 кандидатских диссертаций.
Автор более 300 научных работ, в том числе около 50 монографий и учебников. С публикации его статьи об основном экономическом противоречии в журнале «Вопросы экономики» (1987, № 7) началась острая и длительная дискуссия среди советских экономистов, философов и социологов. Книги «Экономические противоречия социализма и формы их разрешения» (сборник статей под редакцией Колесова, 1982) и «Разрешение экономических противоречий социализма» (1988) подводили под быстро растущую научную школу методологический и теоретический фундамент.
Его книги и учебники публиковались во многих центральных издательствах: Политиздате, Соцэкгизе, издательствах «Экономика», «Мысль», «Высшая школа», статьи — в ведущих социально-экономических журналах: «Вопросы философии», «Вопросы экономики», «Коммунист», «Экономист», «Экономические науки», «Международная жизнь» и др. Научные труды Н. Д. Колесова переводились на европейские языки (английский, испанский, немецкий, французский, венгерский, польский и др.) и языки народов Азии и Африки (китайский, японский, вьетнамский, арабский, хинди, суахили и др.).

## Награды и признание
- Орден Отечественной войны I степени
- Орден Красной Звезды
- Орден «Знак Почёта» (1965)
- медали
- Заслуженный деятель науки Российской Федерации (1999)
- Почётный профессор Санкт-Петербургского (2002) и Луганского аграрного государственных университетов, Казахского национального экономического университета, Института дружбы народов Кавказа (г. Ставрополь)
- Почётный доктор Волгоградского, Будапештского, Пражского университетов
- Действительный член Академии гуманитарных наук
- грамота Министерства высшего и среднего специального образования РСФСР (1969, 1977)
- почётная грамота Министерства высшего и среднего специального образования РСФСР (1982)
- Благодарность Президента Российской Федерации (9 ноября 2006 года) — за большие успехи в подготовке квалифицированных кадров и научной деятельности[2]

## Из отзывов
Н. Д. Колесов — это великий гражданин своей страны, воин, учёный, друг всему экономическому научному сообществу. Интернационалист, горячо любимая личность для миллионов экономистов, проживающих в постсоветских государствах, умный наставник для многих учеников. У него надо учиться не только каким должен быть учёный, а в его повседневной деятельности.— Р. П. Харебава, доктор экономических наук, профессор,
проректор по научной работе Института экономики, педагогики и права